# Cylindrotettix dorsalis
Cylindrotettix dorsalis är en insektsart som först beskrevs av Hermann Burmeister 1838.  Cylindrotettix dorsalis ingår i släktet Cylindrotettix och familjen gräshoppor. Inga underarter finns listade i Catalogue of Life.